# Zamek w Hrubieszowie
Zamek w Hrubieszowie – nieistniejący zamek państwowy użytkowany przez królów Polski i starostów królewskich. Położony nad rzeką Huczwą przy drodze z Lublina do Lwowa. Zbudowany w XV wieku z drewna i w XVI wieku przebudowany do formy murowanej. Zniszczony w 1648 roku przez powstańców Chmielnickiego i już nie odbudowany. Na jego miejscu zbudowano dwór starostów hrubieszowskich.

## XV wiek
Zamek w Hrubieszowie został zbudowany na pewno przed 1411 r. na terenie ziemi chełmskiej i miasta lokowanego na prawie magdeburskim w 1400 roku przez króla Władysława Jagiełłę. W 1411 roku zamek był wzmiankowany przy okazji opisu podróży króla Władysława Jagiełły, który po powrocie z Węgier od króla Węgier i króla Niemiec Zygmunta Luksemburskiego spotkał się w Hrubieszowie z księciem litewskim Witoldem. Wkrótce przybyli do Władysława Jagiełły posłowie króla Zygmunta, prosząc o pożyczenie 80 tys. złotych, za którą to sumę Zygmunt Luksemburski miał oddać w zastaw miasta na Spiszu (zastaw spiski).
W 1413 r. Jagiełło ponownie odwiedził zamek, jadąc do Horodła na zjazd możnowładców litewskich z panami koronnymi (unia horodelska).
Przypuszczalnie to Władysław Jagiełło był fundatorem hrubieszowskiej warowni, na co wskazuje specyficzne położenie Hrubieszowa na skrawku ziemi chełmskiej (znajdującej się pod bezpośrednim zwierzchnictwem króla), w otoczeniu włości horodelskiej i grabowieckiej, położonych w ziemi bełskiej (oddanej w lenno księciu mazowieckiemu Ziemowitowi IV). Król, mając to na uwadze, mógł mieć w Hrubieszowie punkt kontrolujący działania księcia mazowieckiego. Zamek hrubieszowski, położony na skrzyżowaniu ważnych szlaków, mógł też pełnić funkcję punktu etapowego, służącego królowi i jego orszakowi do zatrzymywania się w drodze.
W końcu XV w. Hrubieszów stał się już ważnym ośrodkiem, w którym spotykali się z polskimi monarchami książęta litewscy i Piastowie mazowieccy. Na zamku bywał także król Kazimierz IV Jagiellończyk.

## XVI wiek
W 1498 i szczególnie w 1500 roku miasto dwukrotnie zniszczyli Tatarzy krymscy i przypuszczalnie wtedy zniszczony został też zamek. Prawdopodobnie ponowne zniszczenia w wyniku najazdu Tatarów przyniósł rok 1526. Po odbudowie na zamku bywał król Zygmunt I Stary, który podpisywał tu niektóre przywileje dla Horodła oraz dbał o dobry stan techniczny warowni. Przykładowo w 1532 r., w zamian za kolejne przywileje nadane mieszczanom hrubieszowskim, zobowiązał ich do przywożenia co roku po 4 dęby na reperację zamku wedle rozkazu starosty lub podstarościego. Odnotowano wizyty na zamku kolejnego króla, Zygmunta Augusta, który chcąc rozszerzyć i umocnić warownię, podpisał w 1549 r. umowę z zakonnikami klasztoru dominikanów, na mocy którego konwent odstąpił przyległy do zamku plac, gdzie do pożaru w 1544 r. stały kościół i klasztor, a w zamian za to otrzymał dwa place zwane Granatowskimi, położone bliżej rynku.
W 1545 roku opisano zamek jako posiadający umocnienia z drewna, które od miasta były oddzielone przekopem. W parkanie, który otaczał teren zamku znajdowały się dwie wieże, natomiast wewnątrz stały cztery budynki: Dom Wielki, dwa mniejsze i kuchnia.
W lustracji z 1569 r. napisano, że zamek był oddzielony od miasta parkanem i przekopem (fosą?). Do warowni prowadziła od strony miasta brama, natomiast centralną częścią zabudowy zamkowej był Dom Wielki, stanowiący główną rezydencję starosty. Rezydował w niej zwykle podstarości lub aktualny dzierżawca starostwa. Dom Wielki był podpiwniczony, najpewniej dwukondygnacyjny, w dolnej części trójdzielny, z sienią pośrodku, kuchnią i komorą po jednej stronie, dwoma komnatami po drugiej. Stał też przy parkanie Dom Stary, podpiwniczony, z sienią na osi, z izbą i dwiema komnatami po jednej stronie oraz izbą po drugiej stronie. W domu była także kuchnia z komorą. Wśród zabudowy zamkowej wymienione zostały ponadto stajnie, znajdujące się w pewnym oddaleniu od domu. Uzbrojenie zamku stanowiły hakownice (22 żelazne i 2 spiżowe), prochu do hakownic była beczułka, a kul do hakownic było siedem kop. Na wieży zamkowej było działko miejskie, do którego było w tym czasie 40 kul. Spiżarnia zamkowa była dobrze zaopatrzona: w masło (pięć garncy), mięso, słoninę, sadło, sery (siedem kop), krupy żytnie i jęczmienne. Poza podstarościm, w zamku mieszkali wówczas klucznik, wrotny i kucharz. Obok znajdował się nowy dom zarządcy folwarku z izbą, komorą i piwnicą. Wokół gumna oprawionego płotem plecionym stały dwie stodoły.
Pod koniec XVI wieku istnienie zamku na górze potwierdził w jednym z pism historyk Alessandro Guagnini (Gwagnin).

## XVII wiek
Obiekt został spalony w 1648 roku przez powstańców Bohdana Chmielnickiego, jednak według innych opisów do zniszczenia doszło w 1661 roku. Spustoszenia były tak poważne, że lustracja z 1664 r. podała: Zamku żadnego i dworu tu nie zastaliśmy, bo podczas nieprzyjaciela koronnego jako miasto, tak i zamek wszystko pogorzało, czego dotychczas nie budowano i nie restaurowano, tylko mieszkanie dla p. podstarościego postawiono i w nim teraz p. podstarości mieszka. Ruiny rozebrał starosta Ludwig Wilga.
W 1693 r. ze zniszczonego zamku widoczne były jeszcze na powierzchni ślady baszty i wałów. Starosta otrzymał nową siedzibę, ale jej budowa się przeciągała. Mieszkalny budynek drewniany dla podstarościego nie był wykończony jeszcze w roku 1694, a do zamieszkania nadawała się tylko jedna izba (biała, o czterech oknach), ale i tak pozbawiona pieca i komina. Sień chruściana nie posiadała poszycia ani drzwi. Naprzeciw domu stał drugi budynek drewniany, w którym znajdowały się izba biała i piekarnia. Z zabudowań gospodarczych była w tym czasie jedna stodoła, którą określono w inwentarzu jako wielką. Budowla ta oraz chlew wielki, zbudowane z chrustu, nie były jeszcze dokończone i nie miały wrót. Obok nich znajdowała się chruściana stajnia.

## XVIII wiek
W 2 połowie XVIII wieku istniała już liczna nowa zabudowa, skupiona wokół dworu starościńskiego, jednak obiekt nie miał już wtedy żadnych cech obronnych. Był to już wyłącznie dwór starościński, a nie zamek. Zabudowę znamy z Inwentarza Starostwa Hrubieszowskiego spisanego w 1772 r., w którym zawarty został opis dworu i zabudowy dworskiej, określony jako Opisanie Cyrkumferencyi Zamku Rubieszowskiego. Wjazd na dziedziniec prowadził od strony miasta przez bramę we dwóch słupach, w której były drzwi podwójne na zawiasach. Na prawo od wejścia na dziedziniec stał budynek o nazwie gubernia (oficyna?), a naprzeciwko niej główny dwór starościński.
Budynek nazywany dworem zbudowany był na planie prostokąta, z drewna sosnowego, pod dachem gontowym i z sienią na osi. Dwór był dwukondygnacyjny i miał wiele pomieszczeń. Wchodziło się do niego po schodach. Drzwi z niej wiodły do kredensu, w którym przechowywano naczynia. Po prawej stronie kredensu znajdowały się schody na górę. Podwójne drzwi sieni otwierały się do głównej reprezentacyjnej sali. Było to pomieszczenie o 4 oknach taflowych, w którym stał piec z białych, sokalskich kafli. Ozdobę sali stanowiły przybite do ścian szpalery malowanych na płótnie drzew, zwierząt i polujących myśliwych. Po prawej stronie sali znajdowała się alkowa, za nią gabinecik i dwa pokoje. Wszystkie te pomieszczenia miały drewniane podłogi, okna taflowe oprawne w ołów, piece kaflowe, a w pokoju za gabinecikiem znajdował się mały kominek. W dwóch pokojach za gabinecikiem ozdobą ścian były obicia płócienne przedstawiające kwiaty i ptaki. Po drugiej stronie sieni, naprzeciwko opisanej sali, były dwa pokoje większe, a przy nich dwa mniejsze z przysionkiem małym w tyle. We wszystkich tych pomieszczeniach były podwójne drzwi i okna taflowe. Jeden z pokoi posiadał dekoracje w formie obić malowanych na płótnie, a w dwóch znajdowały się piece z białych kafli. Okna dworu miały na zewnątrz podwójne okiennice. Idąc od dworu przez dziedziniec, po prawej stronie można było zobaczyć: stajnię i wozownię zbudowane z dylów sosnowych i kryte gontem, komórki na obrok, loch na piwo, wino i miód.
Stojąca naprzeciwko dworu gubernia (oficyna dworska?) była budynkiem dwukondygnacyjnym, zbudowanym z drzewa sosnowego tartego zewnątrz częścią heblowanego pod dachem gontowym. Do wnętrza guberni wchodziło się przez ganek kryty gontem. Wychodząc z sieni przez drzwi, na drugą stronę guberni, przechodziło się przez znajdującą się przed budynkiem galeryjkę z ceglaną posadzką, z której prowadziły na górę wschody tarcicami wokół obite. Wychodząc z galeryjki, przechodziło się za gubernią przez wrota do części gospodarczej. W pobliżu był także lamus piętrowy, obok niego spichlerz. Wszystkie opisane zabudowania zamku rubieszowskiego ogrodzone były naokoło sztachetami. W polu, poza ogrodzeniem, stała chałupa przykryta snopkami, przeznaczona do zamieszkania przez gumiennego. Wewnątrz miała komorę, sień, komin murowany, piec kaflowy prosty. Wraz z kilkoma towarzyszącymi budynkami gospodarczymi (obora w kwadrat zbudowana, spichlerz, dwie stodoły, komórki) zwana była folwarkiem w polu.
W XVIII w. pojawiła się moda na architekturę rezydencjonalną, opartą na dużych przestrzeniach, ogrodach i osiach widokowych. Wyrazem tego była budowa przed 1791 r., w bliskim sąsiedztwie drewnianego dworu, nowej, murowanej siedziby, której fundatorami byli ostatni starostowie hrubieszowscy: Franciszek Salezy Potocki (zm. 1772) i jego syn Stanisław. Od nazwiska późniejszych właścicieli otrzymała ona nazwę Dworku du Chateau.

## Badania archeologiczne
W 1967 roku badania przeprowadził Wiktor Zin. Ich wyniki opublikowano niestety jedynie w formie roboczego rysunku, z którego wynika, że odsłonięte zostały fundamenty niewielkiej części murów obwodowych (narożnik południowo-zachodni założenia). Stropy (?) zachowanych murów fundamentowych zalegały na głębokości 1,20 m. Fundamenty wykonane były z kamienia (piaskowiec i wapień) oraz cegły. Jak wynika z rysunku, w odsłoniętym narożniku murów obwodowych udało się wyróżnić fragment kurtyny na odcinku 12 m, do której od środka dostawiony był niewielki budynek na planie prostokąta – może był to zanotowany w lustracji z 1569 r. tzw. Dom Stary stojący przy parkanie. Kurtyna przechodziła w niewielką okrągłą basztę o średnicy wewnętrznej 3 m, umieszczoną w narożniku. Od strony zachodniej biegł od niej w kierunku północnym dalszy odcinek kurtyny, w której (w niewielkiej odległości od baszty) zarejestrowano pozostałości bramy wjazdowej.